# Île Uvita
L'île Uvita (en anglais : Uvita Island) est une petite île située au large du port de Limón au Costa Rica, dans la mer des Caraïbes. Elle appartient administrativement à la province de Limón.

## Toponymie
Uvita a eu plusieurs noms différents selon le temps. En anglais, il s'agit notamment de Grape Cay, Grape Island et Uvia Island. En espagnol, les noms de Isla Uvita ou La Uvita sont maintenant utilisés. Les Indiens Cariari l'ont appelé Quiribrí. En 1986, la Comisión Nacional de Nomenclatura (Commission nationale de nomenclature) a approuvé la restauration du nom Isla Quiribrí , et l'Académie de géographie et d'histoire du Costa Rica a demandé à la municipalité de Limón le changement de nom en 2002, à l’occasion du 500e anniversaire de l’arrivée de Christophe Colomb sur l’île. Isla Quiribrí est maintenant le nom officiel mais est rarement utilisé. Localement, l'île est toujours appelée Isla Uvita, même sur les cartes officielles du gouvernement.

## Description
C'est une petite île de 0,8 km2 située à 885 m devant le port de Limón. L'île mesure 420 m de long du nord au sud et 315 m de large. Elle est actuellement inhabitée, mais il y a au moins une structure sur l'île et un petit quai. Près de 40% du territoire de l'île sont des falaises rocheuses. Le reste est constitué d'une forêt tropicale humide, d'une plage de sable blanc, où l'on peut pratiquer la plongée de surface. Il est possible de visiter l'île en louant un bateau et un chauffeur sur l'un des quais de pêche de la rivière Cieneguita.
L'île fut utilisée pour mettre en quarantaine les patients atteints de la variole entre 1881 et les années 1920.

## Histoire
Christophe Colomb a ancré ses navires sur l'île pour réparation lors de son dernier voyage en Amérique en 1502, et lui a donné le nom de 'La Huerta (en espagnol : "le verger"). La visite de deux semaines a permis un contact avec les Indiens, qui ont accueilli les Européens vêtus de vêtements d'or, raison pour laquelle certains ont attribué par erreur à Colomb l'appellation du Costa Rica (en espagnol : "côte riche"), un nom qui a été utilisé pour la première fois par la Real audiencia de Panama en 1538.